# Sōta Kawasaki
Sōta Kawasaki (japanisch 川﨑 颯太 Kawasaki Sōta; * 30. Juli 2001 in Kōfu, Präfektur Yamanashi) ist ein japanischer Fußballspieler.

## Karriere
Sōta Kawasaki erlernte das Fußballspielen in den Jugendmannschaften von Fortuna SC, Ventforet Kofu und Kyōto Sanga. Bei Kyōto Sanga unterschrieb er 2020 auch seinen ersten Profivertrag. Der Verein aus Kyōto spielte in der zweiten japanischen Liga, der J2 League. Mit dem Verein feierte er Ende 2021 die Vizemeisterschaft und den Aufstieg in die J1 League. Insgesamt absolvierte er 166 Ligaspiele für Kyōto Sanga, in denen er 13 Tore erzielte.
Zur Saison 2025/26 wechselte er auf Leihbasis zum deutschen Bundesligisten 1. FSV Mainz 05.

## Erfolge
Kyoto Sanga FC
- Japanischer Zweitligavizemeister: 2021  ▲